# Paradis secret
 (juin 2016).
Si vous disposez d'ouvrages ou d'articles de référence ou si vous connaissez des sites web de qualité traitant du thème abordé ici, merci de compléter l'article en donnant les références utiles à sa vérifiabilité et en les liant à la section « Notes et références ».
Singles de Jenifer
Évidemment
(2013) Mourir Dans Tes Yeux
(2016)
Paradis secret est une chanson de Jenifer extraite de son septième album studio sorti le 28 octobre 2016. Le morceau sort en tant que premier single de l'album le 17 juin 2016 via Mercury. Le titre est écrit et composé par Jenifer, Da Silva, Frédéric Fortuny et produit par Da Silva. Il se classe à la 7e place du classement des singles en France.

## Genèse
Le titre est écrit et composé par Jenifer, Da Silva et son acolyte Frédéric Fortuny et produit par Da Silva. Jenifer décide de faire appel à Da Silva, avec qui elle avait déjà travaillé en 2012 pour des chansons de l'album L'Amour et moi, pour réaliser ce nouveau single qui introduit son septième album à paraître en octobre 2016.
La voix du refrain est la voix de la maquette que Jenifer a voulu garder telle quelle.

## Promotion
La chanson est diffusée pour la première fois sur la radio NRJ le 16 juin et sort le lendemain.
Le single est sorti le vendredi 17 juin 2016 : une interview de Jenifer dans le Journal Télévisé du 13 Heures de TF1 en compagnie de Nikos Aliagas et de Jenifer fut proposée en direct des Arènes de Nîmes où le titre résonna pour la première fois à la télévision le soir même en prime-time.
Dès le samedi 18 juin, on a pu entendre Jenifer jouer la promotion à la radio sur RFM avec les fameux numéros de Pascal Nègre avant de pouvoir réentendre l'artiste le 20 juin sur NRJ dans l'émission de Cauet.
Le titre fut par la suite peu travaillé pour la promotion télévisée : on ne retrouvera des prestations que bien plus tard (une lors d'une soirée spéciale de la chaîne M6 célébrant la musique et la sortie de l'album de Céline Dion; et bien plus tard à l'occasion du Téléthon sur France 2).
Le clip du single est réalisé par Yann Orhan qui a également réalisé les visuels de l'album.

## Accueil
Le titre se classe numéro 1 sur iTunes France le jour de sa sortie.
Il se classe à la 7e place du classement des singles en France. C'est la première fois qu'un single de Jenifer intègre le Top 10 depuis Comme un hic en 2008.

## Classement hebdomadaire
| Classement (2016) | Position |
| ----------------- | -------- |
| Belgique          | 44       |
| France            | 7        |